# Васильєв Євгеній Михайлович
Васильєв Євгеній Михайлович (31 серпня 1971, Рівне — 16 травня 2021, Рівне) — український літературознавець, доктор філологічних наук, доцент, актор і театральний режисер.

## Життєпис
Народився у м. Рівне. Навчався у СпШ № 15 (1978—1988). У 1993 р. закінчив із відзнакою факультет іноземної філології (спеціальність — учитель російської мови та літератури, англійської мови), а у 1997 р. — аспірантуру Рівненського державного педагогічного інституту. У 1992—1993 рр. працював учителем англійської мови СШ № 25 м. Рівного, у 1993 — 1999 рр. — викладачем англійської мови та літератури кафедри романо-германської філології Рівненського державного гуманітарного університету. Упродовж 1994 — 1997 років навчався в аспірантурі того ж університету. У червні 1998 року в Дніпропетровському університеті Є. Васильєв захистив дисертацію «Драматургія парадоксу: проблеми типології» на здобуття наукового ступеня кандидата філологічних наук (спеціальність 10.01.06 — теорія літератури, науковий керівник — доктор філологічних наук, професор О. С. Чирков).
З 1999 р. працював у Рівненському інституті слов'янознавства Київського славістичного університету. Завідував кафедрою іноземних мов (1999 — 2006). У 2003 р. отримав вчене звання доцента по кафедрі слов'янської філології. У 2006 р. очолив новостворену кафедру теорії та історії світової літератури Рівненського інституту слов'янознавства. З вересня 2013 р. є доцентом кафедри теорії літератури та славістики Рівненського державного гуманітарного університету.
У 2015 р. вступив до докторантури Житомирського державного університету імені Івана Франка. З грудня 2016 р. по лютий 2019 р. працював доцентом кафедри германської філології та зарубіжної літератури цього університету.
31 травня 2018 року в Інституті літератури ім. Т. Г. Шевченка Національної академії наук України успішно захистив дисертаційне дослідження на тему: «Сучасна драматургія: жанрові трансформації, модифікації, новації» на здобуття наукового ступеня доктора філологічних наук за спеціальністю 10.01.06 — теорія літератури (науковий консультант — доктор філологічних наук, професор О. С. Чирков).
З лютого 2019 р. — завідувач кафедри теорії та історії світової літератури, професор Рівненського державного гуманітарного університету.
Помер16 травня 2021 у Рівному.

## Наукова діяльність
Основні напрямки наукової діяльності Є. М. Васильєва: теорія драми, історія зарубіжної драматургії та театру ХХ — ХХІ століття, генологія, віршознавство, Волинський текст в російській літературі ХІХ — ХХ століття, українська рецепція Осипа Мандельштама. Автор майже 240 наукових та навчально-методичних праць, надрукованих в Україні, Польщі, Німеччині, Росії, Білорусі, США, Чехії. Автор монографії «Сучасна драматургія: жанрові трансформації, модифікації, новації» (Луцьк: Твердиня, 2017). Співавтор університетських та шкільних підручників «Загальне літературознавство», «Теорія літератури», «Зарубіжна література. 11 клас: Підручник», «Зарубіжна література. 11 клас. Посібник-хрестоматія». Автор навчального посібника для 11 класу «Франц Кафка. Новела „Перевтілення“ та інші твори» (Харків: Ранок, 2002), понад тридцяти статей до видання «Зарубіжні письменники. Енциклопедичний довідник. У 2 томах» (Тернопіль: Навчальна книга — Богдан, 2005—2006).
В якості редактора Є. Васильєв підготував до друку три випуски наукового збірника «Олександр Кондратьєв: дослідження, матеріали, публікації» (Рівне, 2008, 2010, 2012) і три випуски наукового збірника «Актуальні проблеми літературознавчої термінології» (Рівне, 2015, 2017, 2020).
У 2020 році виступив упорядником унікального двотомного видання українських перекладів поезії та прози Осипа Мандельштама (Осип Мандельштам. Поезії / упоряд., передм. та додатки Є. М. Васильєва. Київ: Дух і Літера, 2020. 688 с.; Осип Мандельштам. Проза / упоряд. та прим. Є. М. Васильєва. Київ: Дух і Літера, 2020.608 с.).
Є членом редакційної ради науково-методичного часопису «Зарубіжна література в школах України» (м. Київ), редакційної колегії збірника наукових праць «Брехтівський часопис (Brecht-Heft)» (м. Житомир) та міжнародної редколегії журналу «Colloquia Litteraria» (м. Варшава).
У 2020 та 2021 роках — експерт Українського культурного фонду.

## Театр
Викладацьку та наукову діяльність Є. Васильєв поєднує із театральною (акторською й режисерською). З 1990 р. актор Рівненського народного молодіжного театру (серед численних ролей — Санчо Панса, Лопуцьковський, Шпак, Іван Карамазов, Квазімодо, Добчинський, Король Лір, Сарафанов, Тевьє, Юсов), упродовж 2013—2017 рр. — його режисер і художній керівник. Здійснив постановку вистав «Оскар і Рожева пані» за Е.-Е. Шміттом. «Коли повертається дощ» Неди Нежданої, «Візит старої дами» Ф. Дюрренматта, «Пігмаліон» Б. Шоу, «Стариган із крилами» А. Курейчика (за Г. Гарсіа Маркесом), «Натюрморт для товстого племінника» Й. Сапдару, «Безсоння з польським акцентом» (за п'єсою Я. Гловацького «Полювання на тарганів») у Рівненському народному молодіжному театрі.
2012 р. створив театр-студію «Парадокс» у Рівненському інституті слов'янознавства, де поставив вистави «Голоси і випадки» («абсурдистське дійство» за Д. Хармсом, Г. Сапгіром, М. Олейніковим, О. Григор'євим), «Голомоза співачка» Е. Йонеско, «Голохвастов & Проня Прокоповна» за М. Старицьким, «Комедії-хвилинки» Ж. Вормс.
2017 р. разом із Юрієм Паскарем та Олексієм Титаренком Є. Васильєв став співзасновником Лабораторії сучасної драматургії та режисури (м. Рівне). Зіграв у проєктах Лабораторії «Академія сміху» Кокі Мітані (Цензор — Приз за кращу чоловічу роль театрального фестивалю «Комора», Кам'янець-Подільський, 2017), «Старий форд ескорт темно-синій» Дірка Лауке (Шорзе), «Джихад» Фолькера Шмідта (Муса).

## Наукові праці
- Васильєв Є. М. Сучасна драматургія: жанрові трансформації, модифікації, новації: монографія. Луцьк: Твердиня, 2017. 532 с.
- Васильєв Є. М. «І я обрав щастя вбивств». Трагедія А.Камю «Калігула». Зарубіжна література в навчальних закладах. 1999. № 4. С. 22–26.
- Васильєв Є. М. «Усе-таки Галатеї не зовсім подобається Пігмаліон». Матеріали до вивчення комедії Б. Шоу «Пігмаліон». Зарубіжна література в навчальних закладах. 1999. № 11. С. 37–43.
- Васильєв Є. М. Ляпас громадському смаку по-французьки, або З чого починається театр ХХ століття. Альфред Жаррі, трагіфарс «Убю-король» і його головний персонаж — пришелепкуватий лиходій. Зарубіжна література в навчальних закладах. 2000. № 6. С. 57–62.
- Васильєв Є. М. Міфи, вписані у шар реальності, або античні герої в окупованому Парижі. Матеріали до вивчення п'єс «Антігона» Ж. Ануя і «Мухи» Ж.-П. Сартра. Зарубіжна література в навчальних закладах. 2000. № 1. С. 57–64.
- Васильев Е. М. Становление западноевропейской модернистской драмы на рубеже ХІХ–ХХ вв. Античність-сучасність (питання філології). Збірник наукових праць. Донецьк: ДонНУ, 2001. Вип. 1. С. 118—124.
- Васильєв Є. Жанри драматичного роду. Теорія літератури : підручник / Галич О., Назарець В., Васильєв Є. Київ: Либідь, 2001. С. 304—324.
- Васильєв Є. М. Жанр містерії-буф у драматургії ХХ століття. Волинь-Житомирщина: історико-філологічний збірник з регіональних проблем. Житомир: Вид-во ЖДУ імені Івана Франка, 2002. Вип.9. С. 201—206.
- Васильєв Є. Спільність умовних прийомів у драматургії В. Набокова й Е.  Йонеско. Актуальні проблеми сучасної філології. Літературознавство. Зб. наук. праць. Рівне: Перспектива, 2002. Випуск ХІ. С. 73–77.
- Васильєв Є. М. Матеріали до вивчення п'єси-романсу Макса Фріша «Санта Крус» і трагічної комедії Фрідріха Дюрренматта «Гостина старої дами». Зарубіжна література в навчальних закладах. 2002. № 1. С. 54–58.
- Васильєв Е. М. Особенности жанра и композиции пьес-притч Григория Горина. Слов'янський вісник: Зб. наук. праць. Серія «Філологічні науки». Рівне: РІС КСУ, 2003. Вип. 4. С. 226—229.
- Васильєв Є. М. «Театр абсурду» та «театр парадоксу»: проблеми термінології. Вісник Житомирського державного університету імені Івана Франка. Житомир: Вид-во ЖДУ імені Івана Франка, 2005. Випуск 22. С. 186—189.
- Васильєв Є. М. Прийом як мистецтво: неспівпадіння слова і жесту в драматичних текстах ХХ століття. Вісник Житомирського державного університету імені Івана Франка. Житомир: Вид-во ЖДУ імені Івана Франка, 2006. Випуск 30. С.  124—126.
- Васильєв Є. Перемога над «Берестечком». Кіно-Театр. 2006. № 1. С. 10–12.
- Васильев Е. М. Русская постмодернистская драма на рубеже ХХ — ХХІ веков: жанровые новации. Современная русская литература: проблемы изучения и преподавания: сб. статей по материалам Международной научно-практической конференции. Пермь. В 2 частях. Ч. 1. Пермь: Перм. гос. пед. ун-т, 2007. С. 326—333.
- Васильев Е. М. Достоевский и русская постмодернистская драма (на материале пьесы Владимира Сорокина «Dostoevsky-trip»). Литературоведческий сборник. Донецк: ДонНУ, 2007. Вып. 31-32. С. 214—225.
- Васильев Е. М. Жанровые новации в русской постмодернистской драматургии (пьеса-сиквел, пьеса-римейк, пьеса-ремикс). Литературоведческий сборник. Донецк: ДонНУ, 2007. Вып. 29-30. С. 227—241.
- Васильєв Є. «Бережись закоханої!». Кіно-Театр. 2007. № 2. С.6–8.
- Васильев Е. М. Стихотворное мастерство А. А. Кондратьева в сборнике сонетов «Славянские боги» (метрика, строфика, рифма) // Александр Кондратьев: исследования, материалы, публикации/ Отв. ред. Е. М. Васильев. — Рівне: Волинські обереги, 2008. — С. 87 — 94.
- Васильев Е. М. «Сонетный диалог» Александра Кондратьева и Петра Бутурлина: формы выражения лирического субъекта и техника стиха // Филоlogos: Выпуск 6 (№ 3- 4). — Елец: ЕГУ им. И. А. Бунина, 2009. — С. 88 — 100.
- Васильєв Є. М. «У театрі дозволено все». Е. Йонеско та його п‘єса «Носороги». Зарубіжна література в школах України. 2009. № 7–8. С. 16–19(0,5 д. а.).
- Васильев Е. М. Авторские жанровые обозначения в драматургии ХХ века. Дергачевские чтения — 2008. Русская литература: национальное развитие и региональные особенности: проблема жанровых номинаций: материалы ІХ Междунар. науч. конф. В 2 т. Т. 2. Екатеринбург: Изд-во Урал. ун-та, 2009. С. 48–60 (0,7 д. а.).
- Васильев Е. М. Чехов и современная русская драма. Чехов та світова культура: матеріали Всеукраїнської науково-практичної конференції, присвяченої 150-річчю від дня народження А. П. Чехова. Луцьк, 2010. С. 7–18.
- Васильев Е. М. М.А, Пейсахович — исследователь русской строфики // Известия Смоленского государственного университета. — 2008. — № 4. — С. 116—125.
- Васильев Е. М. «Нас, занимающихся стихом, не так много…» Письма В. Е. Холшевникова М. А. Пейсаховичу // Отечественное стиховедение: 100-летние итоги и перспективы развития: материалы Международной научной конференции: 25 — 27 ноября 2010 г. /под. ред. С. И. Богданова, Е. В. Хворостьяновой. СПб.: Филол. фак. СпбГУ, 2010. — С. 453—463.
- Васильев Е. М. «Эпический театр» и «театр абсурда»: борьба и / или единство. Брехтівський часопис (Brecht-Heft): статті, доповіді, есе: Зб. наук. праць (філолог. науки). Житомир: Вид-во ЖДУ ім. І. Франка, 2011. № 1. С. 51–60.
- Васильев Е. М. Театральный диалог Бертольта Брехта и Юрия Любимова. Известия РАН. Серия литературы и языка, 2012, том 71. № 5. С. 57–65.
- Васильев Е. М. «Эпический театр» и «театр абсурда»: попытка развенчания одного научного мифа. Стих. Проза. Поэтика. Сборник к юбилею доктора филологических наук, профессора Ю. Б. Орлицкого. Санкт-Петербург: Свое издательство, 2012. С. 168—178.
- Васильев Е. М. «Дорогой Учитель…» Диалог Александра Кондратьева и Иннокентия Анненского // Александр Кондратьев: исследования, материалы, публикации. — Выпуск 3/ Отв. ред. Е. М. Васильев. — Ровно: С. Б. Нестеров, 2012. — С. 91 — 102.
- Wasiljew J. Tekst wołyński w literaturze rosyjskiej XIX—XX wieku. Tekstualia. Palimpsesty Literackie Artystyczne Naukowe.Warszawa, 2013. № 2 (33). S. 5–28.
- Васильєв Є. Як зустрілися Іван Олександрович з Олександром Івановичем («Ревізор» М. Гоголя в Рівненському обласному академічному музично-драматичному театрі). Кіно-Театр. 2013. № 1 (105). С. 4–6.
- Васильев Е. М.  Рец.: Михаил Леонович Гаспаров, 1935—2005 / сост. Г. Г. Грачева, Ю. Б. Орлицкий, А. Б. Устинов; авт. вступ. ст. С. И. Кормилов, Н. В. Брагинская. — М.: Наука, 2012. — 239 с. — (Материалы к биобиблиографии ученых; литература и язык; вып. 33) //  Вестник Московского университета. Серия 9. Филология. — 2013. — № 4. — C. 222—227.
- Васильев Е. М. Достоевский как интертекст современной русской драмы // IV Международный симпозиум «Русская словесность в мировом культурном контексте». Избранные доклады и тезисы. / Под общ. ред. И. Л. Волгина. — М.: Фонд Достоевского, 2014. — С. 460—466.
- Васильєв Є. М. Особливості радянської та пострадянської інтерпретації драматургії Фрідріха Дюрренматта: театр і кінематограф. Мінотавр у лабіринті: творчість Фрідріха Дюрренматта між традицією та субверсією. Київ: Видав. дім Дмитра Бураго, 2015. С. 212—231.
- Васильев Е. М. В. Г. Короленко — творец Волынского текста в русской литературе // Наукові записки Полтавського літературно-меморіального музею В. Г. Короленко. Випуск 3. -  Полтава: Тов «АСМІ», 2016. — С. 17 — 33.
- Васильєв Є. М. Драма-сайдквел: функціонування й жанрова специфіка. Літературний процес: методологія, імена, тенденції: зб. наук. праць (Філологічні науки): Київ: Університет ім. Б. Грінченка, 2016. № 8. С. 41–49.
- Васильєв Є. М. Жанрові новації в сучасній драматургії: драма-кросовер. Питання літературознавства. Чернівці: Чернівецький нац. ун-т, 2016. Вип. 94. С. 153—172.
- Васильєв Є. М. Драма-сіквел: особливості поетики. Літератури світу: поетика, ментальність і духовність: Збірник наукових праць. Кривий Ріг: ДВНЗ «Криворізький національний університет», 2016. Випуск 7. С. 51–63.
- Васильєв Є. М. Драматургічний лексикон. Випуск перший: Літера «А» (Абеле спелен — Аяцурі). Arsetscientia (Мистецтво і наука): культурологічний часопис: № 2. Житомир: Вид-во ЖДУ імені Івана Франка. 2016. С. 71–124.
- Васильев Е. М. Метаперсонаж в  модернистской и постмодернистской драматургии. Проблемы модерна и постмодерна. Санкт-Петербург: Петербург. XXI век, 2016. Выпуск VI. С. 21–27.
- Васильев Е. М. Драматический эпизод «Елена» в контексте творчества Александра Кондратьева. Rossica Olomucensia. Časopis pro ruskou a slovanskou filologii. . Olomouc, 2016. Vol. LV. Num 2. S. 63–76.
- Васильєв Є. М. М. А. Пейсахович — науковець, митець, педагог // Книга пам'яті Рівненського державного гуманітарного університету / ред.-упоряд.: Р. М. Постоловський, Б. Й. Столярчук. — Рівне: О. Зень, 2017. С. 120—126.
- Васильєв Є. М. Жанрові модифікації містерії в сучасній драматургії. Слово і час. 2017. № 11. С. 31–42.
- Васильєв Є. М. Епізація і ліризація в сучасній драматургії (на матеріалі української біографічної драми). Науковий вісник Миколаївського національного університету імені В. О. Сухомлинського. Філологічні науки (літературознавство): збірник наукових праць. Миколаїв: МНУ імені В. О.  Сухомлинського, 2017. № 2 (20), жовтень 2017. С. 52–57.
- Васильєв Є. М. Жанрові модифікації фарсу в сучасній драматургії. Питання літературознавства. Чернівці: Чернівецький нац. ун-т, 2017. Вип. 95. С. 62–77.
- Васильєв Є. Жанрові модифікації комедії дель арте в сучасній драматургії. Сучасні літературознавчі студії. Літературні виміри видовищних форм культури: зб. наук. праць. Київ: КНЛУ, 2017. Вип. 14. С. 95–108.
- Васильєв Є. М. Жанрова модель трагіфарсу в сучасній драматургії. Актуальні проблеми літературознавчої термінології : наук. зб. Рівне: О. Зень, 2017. Вип. 2. С. 177—182.
- Васильев Е. М. [О. Э. Мандельштам. Переводы на иностранные языки и рецепция за рубежом]. Украинский язык. Мандельштамовская энциклопедия : в 2 т. / [гл. ред. П. М. Нерлер, О. А. Лекманов]. — М. : Политическая энциклопедия, 2017. — Т. 2. — С. 452—459.
- Васильев Е. М. Одесский и волынский тексты в русской литературе ХІХ — ХХ вв.: «две большие разницы»? Colloquia orientalia bialostocensia. Literatura/ Historia. XXXIII. Odessa i morze Czarne jako przestrzeń literacka. Redakcja naukowa Jarosław Ławski i Natalia Maliutina / Одеса та Чорне море як літературний простір. Редакція Ярослав Лавський, Наталія Малютіна. Bialystok — Odessa, 2018. C. 329—350.
- Васильєв Є. М. Драма-римейк: теоретична рефлексія, особливості функціонування, поетика жанру. Вісник Одеського національного університету. Філологія: літературознавство, мовознавство. 2018. Том 23. Вип. 1 (17). С. 23 — 38.
- Васильев Е. М. Личность и творчество Александра Солженицына в рецепции Игоря Качуровского. Александр Исаевич Солженицын на постсоветском пространстве: история и современность: коллективная монография; под общ. ред. М. П. Жигаловой. — Брест: БрГТУ, 2018. — С. 159—168.
- Васильєв Є. М. Осип Мандельштам у рецепції Ігоря Качуровського. Поетичні та віршознавчі заповіти Ігоря Качуровського. До 100-річчя від дня народження: Всеукраїнський віршознавчий семінар. Київ. 28–29 вересня 2018 р. — К.: Видавничий дім Дмитра Бураго, 2018. — С. 63 — 82.
- Васильєв Є. М. Інтермедіальні виміри метадраматичності: дитяче кіно 1960-1980-х років. Питання літературознавства. Чернівці: Чернівецький нац. ун-т, 2018. Вип. 98. С. 229—252.
- Васильєв Є. М. Жанрова конвергенція в сучасній драматургії. Вісник Харківського національного університету ім. В. Н. Каразіна. Серія «Філологія». 2018. № 79. С. 71–78.
- Васильєв Є. М. Жанрова конверсія в сучасній європейській драматургії. Літературний процес: методологія, імена, тенденції: Зб. наук. праць (Філологічні науки): № 13. 2019. С. 9–17.
- Васильєв Є. М. Рецепція постаті й творчості Бальзака у сучасній драматургії (на матеріалі п'єси «Оноре, а де Бальзак?» Олега Миколайчука і Неди Нежданої). Оноре де Бальзак: грані, інтерпретація, Україна: збірник наукових праць Міжнародної науково-практичної конференції, присвяченої 220-річчю з дня народження письменника (Бердичів, 15–16 трав. 2019 р.). Київ: «Видавництво Людмила», 2019. С. 258—269.
- Wasiljew J. «Bezmiar fizycznego i psychicznego nacisku». Poezja Zbigniewa Herberta w przekładach na język rosyjski. Jakże samotny na niepewnej drodze! O tłumaczeniach literatury polskiej. Instytut Literatury, Krakow — Warszawa, 2019. Biblioteka Pana Cogito, S. 33 — 43.
- Васильєв Є. М. Жанр трагедії в драматургії ХХ-ХХІ ст.: від жанрової еволюції до жанрової деформації. Мова і культура. (Науковий журнал). Київ: Видавничий дім Дмитра Бураго, 2019. Вип. 22. Т. IV (199). C. 184—194.
- Васильєв Є. М. «Візьми з моїх долонь собі на радість…» Український відгомін Осипа Мандельштама. Collegium. Международный научно-художественный журнал. 2019. № 31 — 32. С. 107—110.
- Васильев Е. М. Одесская футбольная мифология в литературе ХХ века: космогонический и эсхатологический мифы. Вісник Одеського національного університету. Філологія: літературознавство, мовознавство. 2019. Том 24. Випуск 2 (20). С. 20 — 29.
- Васильев Е. М. Одесская футбольная мифология в литературе ХХ века: мифы о героях. Вісник Одеського національного університету. Філологія: літературознавство, мовознавство. 2020. Том 25. Випуск 1 (21). С. 68 — 79.
- Васильєв Є. М. Терміни сучасна / нова / актуальна драма: часові межі й змістове наповнення. Актуальні проблеми літературознавчої термінології : наук. збірн. Вип. 3 / Гол. ред. Є. М. Васильєв. Рівне: О. Зень, 2020. С. 156—161.
- Васильєв Є. М. Осип Мандельштам: українське відлуння. Осип Мандельштам. Поезії / упоряд., передм. та додатки Є. М. Васильєва. Київ: Дух і Літера, 2020. C. 5 — 37.
- Васильєв Є. М. Жанрові пошуки у п'єсах українських драматургів про гібридну війну. Літературний процес: методологія, імена, тенденції: Зб. наук. праць (Філологічні науки): № 15. 2020. С. 19 — 25.
- Васильев Е. «Футбол — это больше чем игра».  Одесский футбольный миф в литературе ХХ — ХХІ веков. Bibliotekarz Podlaski. 3/2020 (XLVIII). S. 175—202.
- Wasiljew J. Stworzone w niewoli. Rosyjska i ukraińska literatura łagrowa w recepcji i interpretacji Ihora Kaczurowskiego. Inny świat w literaturze narodów. Konteksty, życiorysy, interpretacje. Instytut Literatury, Krakow, 2020 S. 179—192.

## Підручники і посібники
- Галич О. А., Назарець В. М., Васильєв Є. М. Загальне літературознавство: Навчальний посібник для вузів. — Рівне, 1997. — 544 с.
- Галич О. А., Назарець В. М., Васильєв Є. М. Теорія літератури: Підручник. -  Київ: Либідь, 2001. — 488 с. (перевидання 2005, 2006, 2008 рр.)
- Васильєв Є. М. Франц Кафка. Новела «Перевтілення» та інші твори: Посібник для 11 класу. Харків: Веста; Видавництво «Ранок», 2002. — 64 с.
- Васильєв Є. М., Назарець В. М., Папуша І. В. Зарубіжна література. 11 клас. Посібник-хрестоматія. — Тернопіль: Підручники і посібники, 2003. — 736 с. (перевид. 2007 р.)
- Васильєв Є. М., Назарець В. М., Пелех Ю. В. Зарубіжна література. 11 клас: Підручник. -  Тернопіль: Навчальна книга — Богдан, 2004. — 352 с.
- Васильєв Є. М., Назарець В. М. Основи теорії літератури: Підручник. — Saarbrűcken: LAP Lambert Academic Publishing, 2017. — 212 p.